# Heuzecourt
Heuzecourt és un municipi francès situat al departament del Somme i a la regió dels Alts de França. L'any 2007 tenia 145 habitants.

## Demografia

### Població

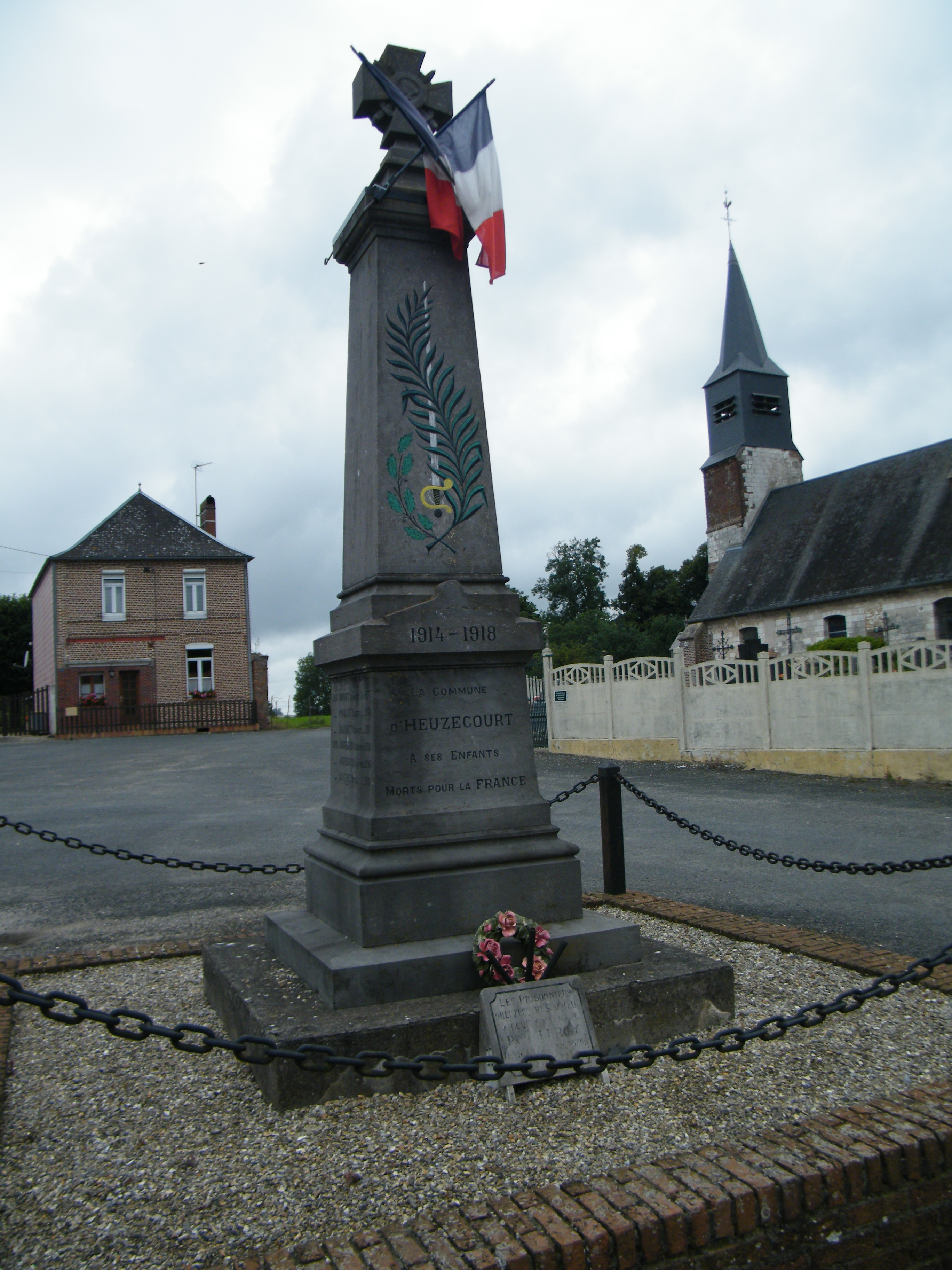

El 2007 la població de fet de Heuzecourt era de 145 persones. Hi havia 56 famílies de les quals 16 eren unipersonals (8 homes vivint sols i 8 dones vivint soles), 16 parelles sense fills, 20 parelles amb fills i 4 famílies monoparentals amb fills.
La població ha evolucionat segons el següent gràfic:
Habitants censats

### Habitatges

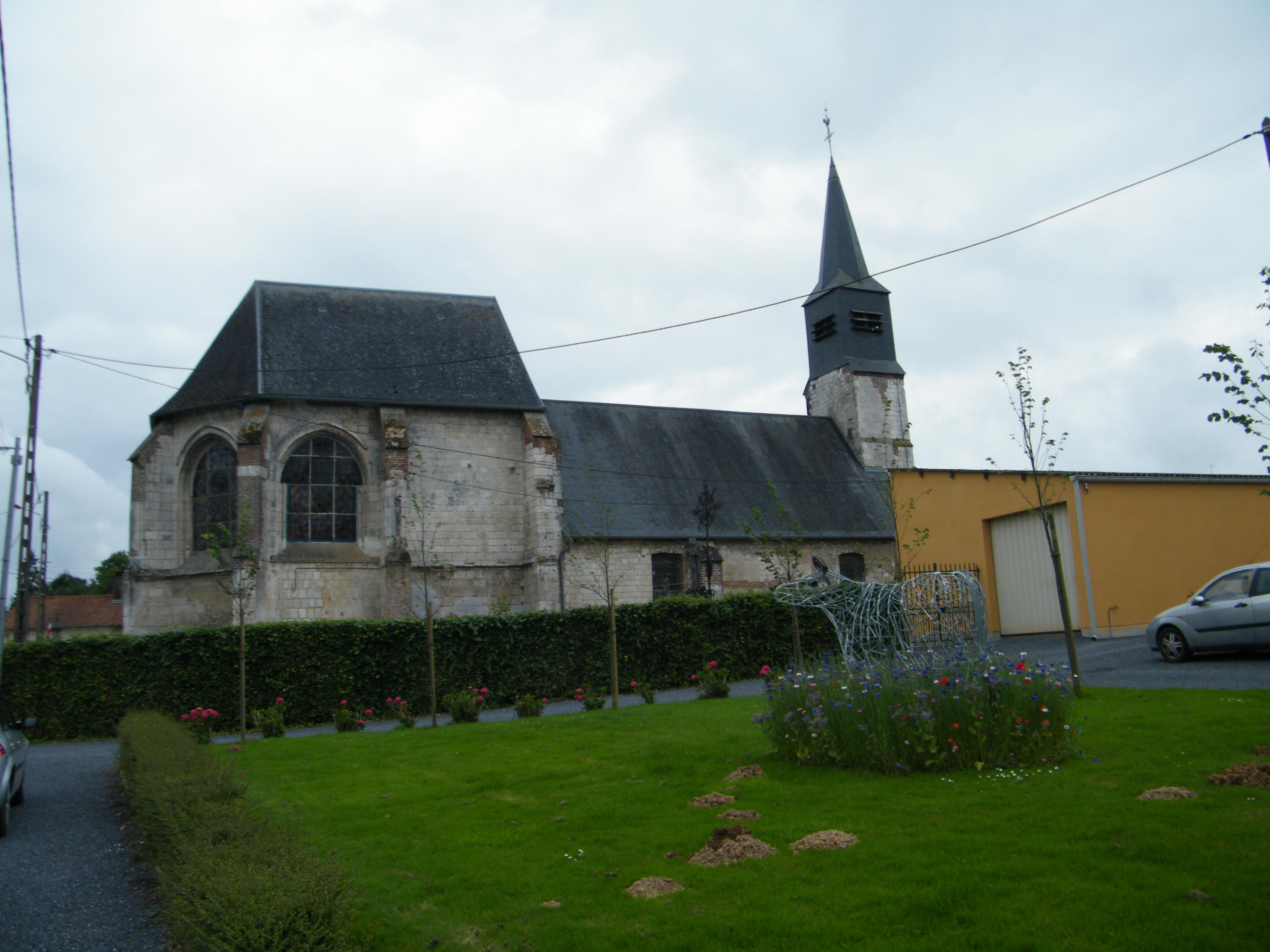

El 2007 hi havia 70 habitatges, 57 eren l'habitatge principal de la família, 5 eren segones residències i 8 estaven desocupats. Tots els 69 habitatges eren cases. Dels 57 habitatges principals, 50 estaven ocupats pels seus propietaris, 6 estaven llogats i ocupats pels llogaters i 1 estava cedit a títol gratuït; 2 tenien dues cambres, 5 en tenien tres, 15 en tenien quatre i 36 en tenien cinc o més. 53 habitatges disposaven pel capbaix d'una plaça de pàrquing. A 27 habitatges hi havia un automòbil i a 24 n'hi havia dos o més.

### Piràmide de població
La piràmide de població per edats i sexe el 2009 era:
| Homes | Edats   | Dones |
| ----- | ------- | ----- |
| 0     | 95 o +  | 0     |
| 0     | 90 a 94 | 0     |
| 0     | 85 a 89 | 0     |
| 4     | 80 a 84 | 0     |
| 0     | 75 a 79 | 4     |
| 4     | 70 a 74 | 4     |
| 4     | 65 a 69 | 4     |
| 4     | 60 a 64 | 0     |
| 0     | 55 a 59 | 8     |
| 8     | 50 a 54 | 8     |
| 0     | 45 a 49 | 8     |
| 16    | 40 a 44 | 0     |
| 0     | 35 a 39 | 4     |
| 8     | 30 a 34 | 4     |
| 8     | 25 a 29 | 12    |
| 8     | 20 a 24 | 4     |
| 16    | 15 a 19 | 0     |
| 4     | 10 a 14 | 8     |
| 0     | 5 a 9   | 4     |
| 4     | 0 a 4   | 0     |

## Economia
El 2007 la població en edat de treballar era de 92 persones, 71 eren actives i 21 eren inactives. De les 71 persones actives 63 estaven ocupades (32 homes i 31 dones) i 8 estaven aturades (1 home i 7 dones). De les 21 persones inactives 9 estaven jubilades, 9 estaven estudiant i 3 estaven classificades com a «altres inactius».

### Ingressos
El 2009 a Heuzecourt hi havia 58 unitats fiscals que integraven 140 persones, la mediana anual d'ingressos fiscals per persona era de 17.810 €.

### Activitats econòmiques
Dels 2 establiments que hi havia el 2007, 1 era d'una empresa extractiva i 1 d'una empresa alimentària.
L'any 2000 a Heuzecourt hi havia 11 explotacions agrícoles que ocupaven un total de 854 hectàrees.

## Poblacions més properes
El següent diagrama mostra les poblacions més properes.